# إديث جوردن غاردنر
إديث جوردن غاردنر (بالإنجليزية: Edith Jordan Gardner) هي ناشطة حق المرأة بالتصويت ‏ ومُدرسة أمريكية، ولدت في 17 فبراير 1877 في إنديانابوليس في الولايات المتحدة، وتوفيت في 16 يونيو 1965.